# 内海ゆたおの夜はドッカーン!
『内海ゆたおの夜はドッカーン!』（うつみゆたおのよるはどっかーん）はニッポン放送で1990年4月2日から1991年2月28日まで放送されていたバラエティ番組。通称:夜ドカ。

## 番組概要
ニッポン放送は、1990年の上半期番組改編で平日若年層向けの夜ワイド番組にて『三宅裕司のヤングパラダイス』のパーソナリティである三宅裕司が『EXテレビ』（日本テレビ・読売テレビ）に出演するために終了する運びとなり、新たなる夜ワイド番組を開始するにあたり、新パーソナリティのオーディションを実施。劇団☆新感線の座長である俳優の古田新太を第一候補としていたが、古田が劇団の活動に支障が出るとの理由を挙げて当該番組のオファーを固辞した。オーディションに残った『ヤンパラ』出演者であった、SETメンバーの友人でもある恵俊彰（ホンジャマカ）、内海ゆたお（笑組）と同じく『伊集院光のオールナイトニッポン』のパーソナリティを務めた、先代 三遊亭楽大であった伊集院光の3人が残り、喋りの声が小さくて顔出しでは無い若年層向けのラジオ番組に適して無かった恵と伊集院がラジオの恩人と称する、当時同局制作部ディレクターであった安岡喜郎が社内的政治の兼ね合いから伊集院の起用を拒否し、一般的にはほぼ知名度がなかったゆたおの方が意外性があるとして起用されることとなった。
番組開始にあたり、AM放送としては異例の大々的なプロモーションが行われ、全国紙朝刊の全面広告にゆたおの写真を掲載し「これは誰でしょう?」と出題するなどティーザー広告の手法がとられた。
番組開始からゆたおの喋りがリスナーからの酷評が多く、称賛する反応は少なかったが、聴取率の数字は『ヤンパラ』全盛期の半分に下がったのに関わらず同時間帯1位を確保していた。また、番組開始半年後から当該番組の裏番組に前番組であった『ヤンパラ』の出演者であった、劇団スーパー・エキセントリック・シアターの劇団員であった岸谷五朗や当該番組のオーディションに残らなかった恵がパーソナリティとして出演していた『岸谷五朗の東京RADIO CLUB』（TBSラジオ）が開始したが、それでも聴取率の数字は安定しており、『東京RADIO CLUB』に負けることはなかった。
後述のゆたお本人が主張していた番組降板経緯により、番組出演期間の約束だった1年より1ヶ月前倒して、番組を降板することが決定し、番組も終了した。前述のこの枠で番組を受け持つことを希望していた伊集院光が、同時間帯の後継番組として起用されることとなった。
後に伊集院光が語ったところによれば、ゆたおはプレッシャーで時報とともに蕁麻疹が出るような状態だったという。

## 出演者

### パーソナリティ
- 内海ゆたお（笑組） - 1990年4月2日 - 1991年2月28日

## 放送時間
- 月 - 木曜 22:00 - 25:00 - 1990年4月2日 - 1991年2月28日

## タイムテーブル
ニッポン放送では初となる22:00 - 25:00の3時間ワイド番組であった。番組構成は概ね下記の通り。
- 22:00 - オープニング
- 22:10 - フリートーク
- 22:20 - ハガキコーナー
- 22:30 - 大槻ケンヂのセニョール!セニョリータ!（『三宅裕司のヤングパラダイス』から継続） → TOSHIのXハラスメント（1990年7月 - ）
- 22:40 - 笑組のこれでコケたらあとがない
笑組の相方・八木一夫を交えたハガキコーナー。
- 22:50 - CHA-CHAのどんまいフレンド（『三宅裕司のヤングパラダイス』から継続。1990年4月2日 - 9月） → BAKUのどんまいフレンド（1990年10月 - ）
- 23:00 - 暴走族クイズ
リスナー電話参加クイズ。1問毎に難易度の低い「単車」、難易度の高い「箱」のいずれかを選び、6～7問程度のクイズを答えていく。但し2～6問目の「単車」「箱」それぞれに1問ずつ「クラッシュ」が隠されており、これを踏んだ時点で失格。クリアした場合には正解数×3000円の賞金。
- 23:20 - ハガキコーナー（月曜日 - 水曜日）、ゲストコーナー（木曜日）
- 23:30 - おねがい!チェッカーズ（『三宅裕司のヤングパラダイス』から継続）
- 23:40 - ハガキコーナー
- 23:50 - CoCo恋は大騒ぎ
- 24:00 - ブッタマほっとステーション
基本的には30分で、ハガキコーナー×2。この枠はローソン提供で全国ネット放送。ネット版は1週遅れで、ニッポン放送アナウンサー（当時）の曽我部哲弥がサポート役で出演していた。
- 24:30 - GO-BANG'Sの今夜はOK!
- 24:40 - ぽっぷん王国ミュージックスタジアム
- 24:55 - エンディング

箱番組のパーソナリティは夜ドカファミリーと呼んでいた。『大槻ケンヂのセニョール!セニョリータ!』『TOSHIのXハラスメント』『どんまいフレンド』『おねがい!チェッカーズ』は金曜日の放送があったが、ニッポン放送では放送せず、各ネット局への裏送りとなっていた。

## 主なコーナー
- 花の万博記念 日本一のかっとびパビリオン
- みのもんた110番
- CM 3段跳び
- 街の人気者・外人の店員さん
- とんでもない言い伝え
- 僕の私のサンダーストーム
- 第2のランバダ・ランバダニューバージョン
- 夢の入浴剤
- 帰ってきた勝新
- 校則の王様
- お前のクラスのランキング
- FAX地獄
- 血まみれ子ちゃん
- ちびりまる子ちゃん
- 歌に歴史あり
- 一人暮らし貧乏選手権
- ミュージシャン反省文
- ダフ屋 事件簿
- 美川屋ケンちゃん・オカマンとの遭遇
- 夜ドカ幻魔大戦
- とんでもない譲ってください
- コードレスホン切れたら負け
- コードレスホン鉄人レース
- どすこい力士ちゃん
- おやじの一番搾り
- 沈黙の艦隊・最後の要求
- かわいいウソ「カワウソくん」
- スクールウォーズパート3劇場
- 合併のうわさ
- 最後のすべり止め
- ブッタマ裏ミスコン
- プリント・プリンセス
- 東京ラブストーリー（テレビドラマ『東京ラブストーリー』（フジテレビ）のタイトルを拝借。恋愛相談のハガキを紹介する）
- 自前テレホンサービス
- 超スーパー青田買い・面接官ゆた
- 催眠術の解けた時（コーナー後期は虫や変態ネタが多かった）
- ミュージシャン虎の巻
- BAKUのBACKバンド
- ギター道場 ジャマイカへの道

## ノベルティグッズ
- ハガキ等が採用された人には番組特製キーホルダーまたはTシャツ・トレーナー（賞品はコーナーにより異なる）が贈られた。
- 「FAX地獄」コーナーでその週の最優秀作品に選ばれると、賞金1万円及びその週の面白かったFAXを送り返してもらえる。

## エピソード

### 番組開始と終了経緯
番組概要の項目に執筆されている番組開始と終了についてのエピソードについては、ゆたおと親友である伊集院の発信により巷に流布されるケースが多く、後年にゆたおが巷に流布されている話や当該ページを含めたWikipediaの内容を含め、美談として誇張されることを危惧し、番組終了から26年が経過した2016年、その時点で所属している一般社団法人漫才協会のYouTubeチャンネルにて配信されている『ハデジのいろいろめんどくさい』2016年3月27日アップロード分にて経緯の詳細について本人が改めて発信した。
ゆたおは元来、漫才一本で芸に取り組みたい思いを抱いており、タレント活動に対して消極的であった事に対しては、後年に伊集院も当時の事についてニッポン放送含めた他局のラジオ番組等で語っている。当該番組のオーディションについては、当時、笑組が所属していたマセキ芸能社から受けに行って欲しいと言われ、受動的に行かされたとしている。オーディション中からコンビ結成3年目でコンビでしか仕事を受けられない実力しか持ち合わせていない事を自認しており、コンビでの当該番組出演を切望していたものの、当該番組のチーフディレクターであった松島宏から、若年層向けの夜ワイド番組のコンセプトとして「ブースにいる人間同士のトークを聴かせる構成ではなく、番組を通してリスナーと会話する事が主眼」であるため、コンビでの出演はできないと拒否され、これを受け複数回、事務所を通じてニッポン放送へオファーを断っている。そのやり取りの流れについても、笑組の師匠である内海好江に報告し、好江もゆたおがピンで仕事出来る実力を持ち合わせていないことを承知し、ゆたおの判断を尊重していた。
しかし、ゆたおは当該番組のオファーの前年に『森田一義アワー 笑っていいとも!』（フジテレビ）のピンのオファーも同様の理由から断っていたため、事務所側から「今回のオファーを蹴るともう2度とフジサンケイグループ（の放送局）から仕事は来なくなってしまう」と説得された。これに対しオファーを受ける条件として「ピンでの実力が無いのだから1年以内で降板する事を最低条件として同局の番組に出演する」と提示してオファーを受けた。以上の経緯から、打合せの段階から鬱屈した気持ちで番組に出演しており、当該番組開始前のネット局向けの内包番組の収録から嫌々な気持ちのままであったと述懐している。
さらに、番組開始前の打ち合わせ段階で松島から、ゆたおのその時点での風貌から芸風に至るまであらゆる部分で、「デブが（タプタプの喋りしてるから）ダメ」 、「一人称を僕と呼称するのはダメ」、「喋りの内容がダメ」などと全否定され、ラジオパーソナリティのキャラ付けとして人格を変える事を強要された挙げ句、番組の初回で「3ヶ月で20Kgのダイエットを行い、ダイエット出来なければ坊主（頭）になる」との宣言を強要されたという。
このダイエットにより、ゆたおの見てくれが変わり、コンビの見てくれもデビュー時と逆になってしまった。これに当時、事務所社長（元会長）であった柵木眞が言及したが、事務所側は事態を把握していなかった。ニッポン放送の編成部と制作部は当時、ゆたおのマネージャーが局へ同行することを禁止しており、所属事務所の放送局にとって我が儘を言わない都合のいい事務所という当時のスタンスも悪影響を及ぼしていた事が窺える。
番組がスタートしてからも、ラジオの喋りに対して厳しいディレクターだった松島は、ゆたおの喋りを一字一句チェックし、番組終了後の反省会と称するダメ出しに毎日2時間の時間を割いていた。
その後、番組開始から9ヶ月が経過し、事務所に降板の最低条件の件を問い質すと、ニッポン放送側と交渉してなかった事が分かり、番組出演拒否をチラつかせ抵抗したため、事務所がニッポン放送側にゆたおの希望を伝えた。これに対し当時編成局長である宮本幸一からゆたおと専務（現・社長）であった柵木秀夫がヒアリングの為に同局に呼び出され、「ココだけの話にするから」と念押しをされて、ゆたおが松島に対しての思いを吐露した。
しかしヒアリングと同じ日の本番前、打合せと称して松島に呼び出され、宮本とのヒアリング内容が松島に全部筒抜けになっていたことが分かり、ゆたおは不信感からタレントとして放送局での仕事をしたくないと強く誓う。当該番組を降板できず、時間が経過した後日、コーナーレギュラーであった相方のかずおも同局に来訪した際、かずおが電話で事務所の柵木眞に対して、演芸番組のネタ見せ予定時間の後ろ倒しを願い出ていたところ、電話口に出たゆたおが、眞から後ろ倒しの件を叱責されたことに激怒、それを聞いた眞が「ゆたおが精神的におかしくなった」と思い込み、これがきっかけとなって、翌日に眞がニッポン放送に降板を申し入れる。
だがその翌日、宮本から再び呼び出され、「（チーフDの）松島を外すからもう1年やってくれ」と懇願されたが、「本来の出演契約は1年という約束で受けたので」と突っぱねた。この一連の経緯から、事務所側のゆたおに対するいい加減なマネジメント対応と、当時のニッポン放送の編成と制作の思惑が入り混じっていた事がうかがえる。また、ゆたおが宮本に裏切られていたことから前述の誓いを抱いたため、自身の公式プロフィールから黒歴史として当該番組の出演情報を抹消している。しかし、ニッポン放送としてはゆたおに期待していたため、実績が皆無なゆたおに対して、当該番組の前番組であった『ヤングパラダイス』のパーソナリティであった三宅の『ヤンパラ』就任時よりも高いギャラを払っていると松島は番組開始の段階から雑談で伝えていたので、ゆたお本人と局との齟齬は存在している。